# Maria Immaculata (Büren)

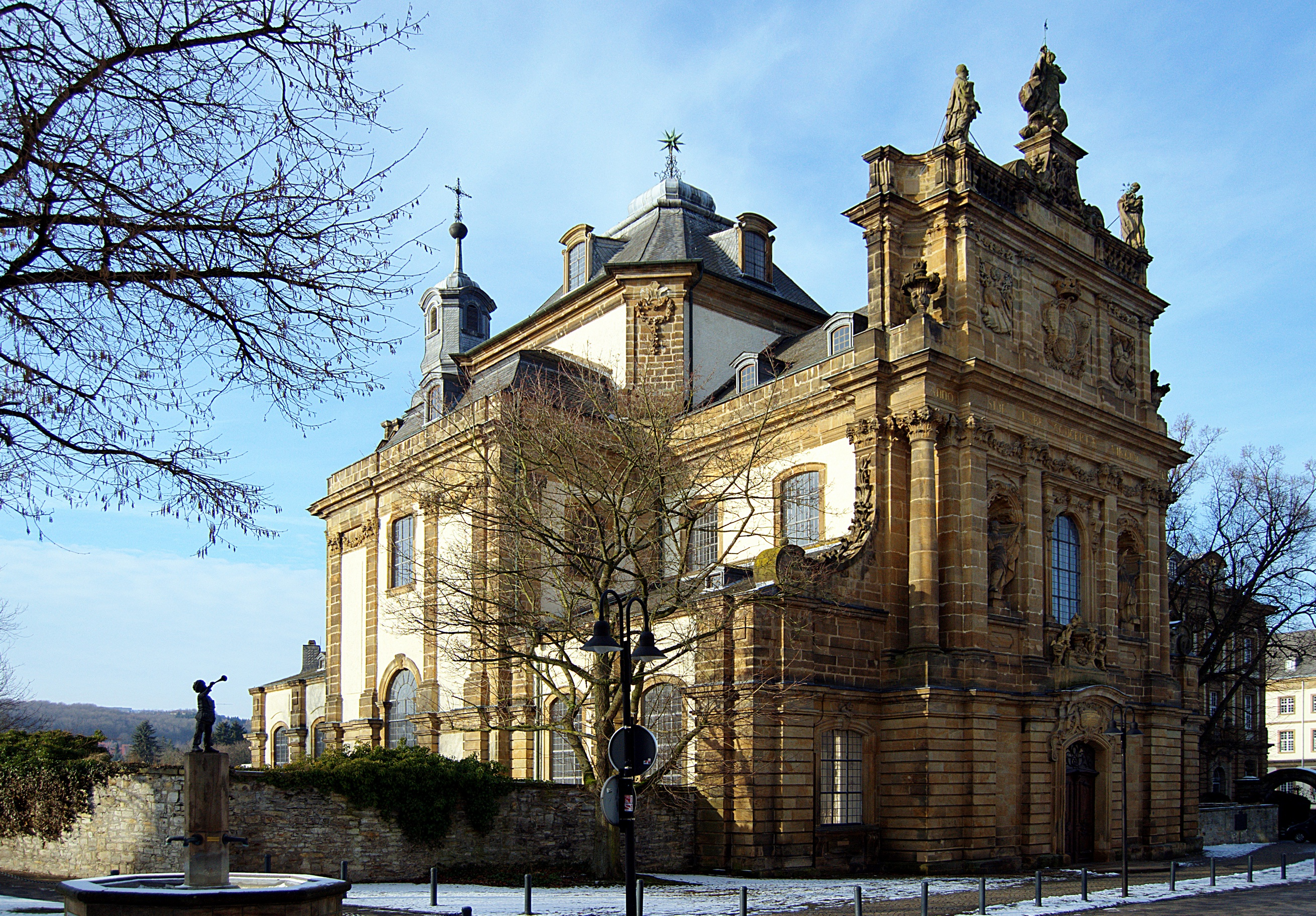
Ansicht der Maria Immaculata-Kirche von Südosten

Die Kirche Maria Immaculata (dt.: unbefleckte Maria) in der westfälischen Mittelstadt Büren, im Volksmund Jesuitenkirche genannt, wurde im spätbarocken Stil zwischen 1754 und 1773 nach Plänen von Franz Heinrich Roth, dem Baumeister des paderbornischen Fürstbischofs und Kurfürsten von Köln Clemens August, im Auftrag des Jesuitenordens erbaut. Sie gilt als eine der wenigen Kirchen im süddeutschen, italienisch beeinflussten Stil nördlich des Mains.
Die Kirche liegt am Fuß des Bergrückens zwischen Afte und Alme, auf dem sich der historische Kern der Stadt Büren befindet. Zusammen mit dem ehemaligen Jesuitenkolleg, jetzt Mauritius-Gymnasium, und der Ökonomie, dem ehemaligen Wirtschaftsgebäude des Kollegs, bildet sie ein Ensemble, das die Ansicht des Ortes seit über 250 Jahren prägt.
Ungefähr an der Stelle dieses Ensembles stand zuvor einige Jahrhunderte lang die Burg der Edelherren von Büren, deren letzter Nachfahre, Moritz von Büren, sein Vermögen in einem Testament von 1640 dem Jesuitenorden vermachte und später in den Orden eintrat.

## Baugeschichte

### Vorgeschichte
Moritz von Büren hatte schon 1640 in seinem Testament verfügt, dass aus seinem Nachlass in Büren ein Kolleg (Studienhaus) und eine Kirche errichtet werden sollten. Nach seinem Tod am 7. November 1661 dauerte es über 50 Jahre, bis am 13. Juni 1717 der Grundstein für das Kolleggebäude gelegt werden konnte, das dann bis 1728 fertiggestellt wurde. Ursprünglich war geplant, die Kirche im Südflügel des Gebäudes unterzubringen. Dieses Vorhaben wurde aber aufgegeben und der Südflügel als normaler Gebäudeteil ausgeführt, so dass für die Kirche ein eigener, neuer Standort gesucht werden musste. Als die Bauarbeiten nach der Fertigstellung des Kollegs für über 20 Jahre geruht hatten, wurde 1751 beschlossen, die Kirche zu bauen. Man entschied sich für einen Standort südlich des Kolleggebäudes, das durch einen Quertrakt mit der Kirche verbunden werden sollte. Die Bauleitung wurde am 3. Juli 1754 dem Kammer-Rat und Ingenieur Franz Christoph Nagel aus Paderborn und dessen Vertreter, dem Jesuiten Christoph Seeberger übertragen.

### Bau der Kirche
Schon einen Tag nach dem Abschluss des Vertrages mit Nagel begannen die Ausschachtungsarbeiten für das Fundament, nachdem vorher schon Baumaterial aus der Umgebung, hauptsächlich Sandstein aus der Gegend von Hegensdorf, nach anderen Angaben aus Weine und Kalkstein aus der direkten Umgebung von Büren, herangeschafft worden war. Bis zum Winter des Jahres 1754 standen die Fundamente der Kirche und bis zum Frühjahr 1756 war der Bau bis hinauf zum Kreuzgesims fertiggestellt, so dass in den Fassadennischen des zweiten Geschosses bereits die Statuen des heiligen Ignatius von Loyola und des heiligen Franz Xaver aufgestellt werden konnten. Die Steinmetzarbeiten wurden von Steinmetz Valentin Springer aus Neuhaus und Johann Urbanus aus Königswinter ausgeführt.
Am 2. Mai desselben Jahres legte Kurfürst Clemens August, der sowohl Bischof von Köln als auch von Paderborn war, den Grundstein. Clemens August hatte bereits die vorbereitenden Bauarbeiten mit großem Interesse verfolgt – man hatte aber mit der Grundsteinlegung gewartet, bis er sich auf seinem Schloss Hirschberg bei Warstein befand, um ihm die weite Anreise eigens nach Büren zu ersparen.
Trotz der Störungen durch französische Soldaten, welche durch die Stadt zogen, konnte der Bau der Kirche in den folgenden Jahren zügig weitergeführt werden. Im Jahr 1757 war die Fassade fast vollendet, so dass auf den oberen Ecken die Statuen des heiligen Aloisius und des heiligen Stanislaus Kostka aufgestellt wurden, die, wie die anderen Statuen auch, in Büren gefertigt wurden, deren Stein aber aus den Rüthener Steinbrüchen stammte, wo er schon grob in Form gebracht worden war. Die Bildhauerarbeiten der Fassade wurden von Meister Johann Theodor Axer und Meister Johann Jakob Pütt ausgeführt. Ebenfalls im Jahr 1757 wurde ein Teil des Daches errichtet, der im folgenden Jahr 1758 abgeschlossen wurde. Auch die Fassade wurde im Jahr 1758 fertig, der Turm der Kirche wuchs bis zum Turmhelm. Das Dach der Kirche wurde mit Schiefer eingedeckt. Gleichzeitig wurden in der Beichtkapelle (heute Sakristei) und im Turm die Gewölbe eingezogen.
1759 wurde die Kuppel über der Kreuzvierung vollendet und die Gewölbe im Hauptschiff und in den Seitenschiffen vollendet. Außen wurde der Kalkstein zwischen den Sandsteinpfeilern verputzt. Im Jahr 1760 wurden die Arbeiten am Dach der Kirche beendet und die unter dem Chor liegende Krypta mit Gewölben versehen. Gleichzeitig begannen die Jesuiten Verhandlungen mit dem Maler Joseph Gregor Winck, der für den Orden bereits an der Ausgestaltung der Mannheimer Jesuitenkirche mitgewirkt hatte. Dieser begann nach dem Vertragsabschluss 1761 im Jahr 1762 mit den Malerarbeiten. Er wandte dabei die „Fresco-secco-Technik“ an. Die Malerarbeiten dauerten bis ins Jahr 1765. Um Pfingsten 1764 begannen die Gebrüder Johann Nepomuk und Bernhard Mez mit den Stuckarbeiten, die 1770 fertiggestellt wurden. Ein Jahr zuvor war der Bau der Gruft beendet, die Fenster verglast, die Türen eingesetzt und die Empore für die Orgel errichtet worden. Im Jahr 1771 wurde als letztes zentrales Element der prachtvolle Hochaltar vollendet.
Nach einer Bauzeit von über 16 Jahren war die Kirche fertiggestellt. Es fehlte noch der seitliche Verbindungstrakt zum Kolleg, der auch die Sakristei beherbergen sollte. Dieser Trakt wurde aber nicht mehr errichtet, denn der Jesuitenorden war im Jahre 1773 von Papst Clemens XIV. aufgelöst worden.

### Nach der Auflösung des Jesuitenordens
Nachdem die Extinktionsbulle des Papstes auch für die Kollegien in Paderborn und Büren wirksam wurde, beauftragte der Paderborner Fürstbischof Wilhelm Anton seinen Generalvikar Dierna und den Hofrichter Meyer mit der Bildung der sogenannten Exjesuitenkommission, die Besitz und Verwaltung der Güter des aufgelösten Ordens im Paderborner Land übernahm, darunter auch Kirche und Kolleg.
Am 3. August 1802 übernahm das Land Preußen die Herrschaft über das Hochstift Paderborn. Entgegen der ansonsten üblichen Politik Preußens wurde der ehemalige Besitz des Jesuitenordens jedoch nicht säkularisiert, sondern blieb weiter unter der Verwaltung der Exjesuitenkommission.
Als Preußen im Frieden von Tilsit seine linkselbischen Gebiete an Napoleon verlor, fiel das Hochstift Paderborn und damit auch die Verwaltung der ehemaligen Jesuitenbesitztümer an das Königreich Westphalen unter Jérôme Bonaparte, dem Bruder Napoleon Bonapartes. 1811 wurde das Haus Büren den Krondomänen unterstellt, die Erträge aus dem Fonds wurden aber weiterhin für die im Testament vorgesehenen Zwecke verwendet, nur etwaige Überschüsse wurden für die Domänen verrechnet. Dies beendete die Tätigkeit der Exjesuitenkommission.
Als Westfalen wieder an Preußen fiel, blieb das Haus Büren zunächst Staatsgut, wurde dann aber auf Bestreben Franz Egon von Fürstenbergs und des Oberpräsidenten von Vincke als Haus Büren'scher Fonds zurückgegeben.
Dieses übernimmt seitdem die Verwaltung und Finanzierung der ehemaligen Besitztümer des Jesuitenordens im Raum Büren.

### Restaurierungen
Erste Restaurierungen wurden schon Mitte des 19. Jahrhunderts durchgeführt, dabei wurden einige Deckenfresken übermalt. Das Ausbleiben weiterer Maßnahmen in den folgenden Jahren sowie kriegsbedingte Schäden erforderten in den 1970er Jahren umfangreichere Bau- und Sicherungsmaßnahmen an Fassaden und Dächern sowie von 1980 bis 1983 eine Restaurierung und Sicherung der Orgelempore. In den folgenden Jahren wurde ein Konzept für eine Restaurierung des gesamten Kirchenbaus ausgearbeitet, die dann von 1988 an drei Jahre lang ausgeführt wurde. Am 8. September 1991, zum Fest Mariä Geburt, wurde die Kirche dann mit einem feierlichen Pontifikalamt wieder eingeweiht. Die gesamte Restaurierung kostete rund sieben Millionen D-Mark.

### Feuchtigkeitsschäden
Nach einer Begehung am 11. Juli 2012 wurden Baumängel und Feuchtigkeitsschäden an den Stuckdecken festgestellt. Nachdem die Kirche zunächst für den Besucherverkehr komplett geschlossen wurde, ist sie seit Ende Dezember 2012 wieder für Besucher geöffnet. Durch einen Schutztunnel sowie ein Sicherheitsnetz werden Besucher vor herabfallenden Teilen geschützt. Die eigentlichen Sanierungsarbeiten sollten im Jahr 2013 durchgeführt werden. Im Sommer 2013 war die Finanzierung der etwa 500.000 Euro teuren Sanierungsarbeiten allerdings immer noch nicht gesichert, da die Bezirksregierung Detmold auf die Zusage des Landes Nordrhein-Westfalen warten musste. Ende September 2013 wurde mit dem Aufbau des Außengerüsts begonnen.

## Architektur und Ausstattung

### Bauwerk
Die Kirche wurde aus rauverputztem Bruchsteinmauerwerk und ausgestalteten Sandsteinzierelementen errichtet. Alle vier Fassadenseiten wurden hier entgegen der jesuitischen Tradition umfangreich gestaltet, insbesondere die Ostfassade mit dem Haupteingang.

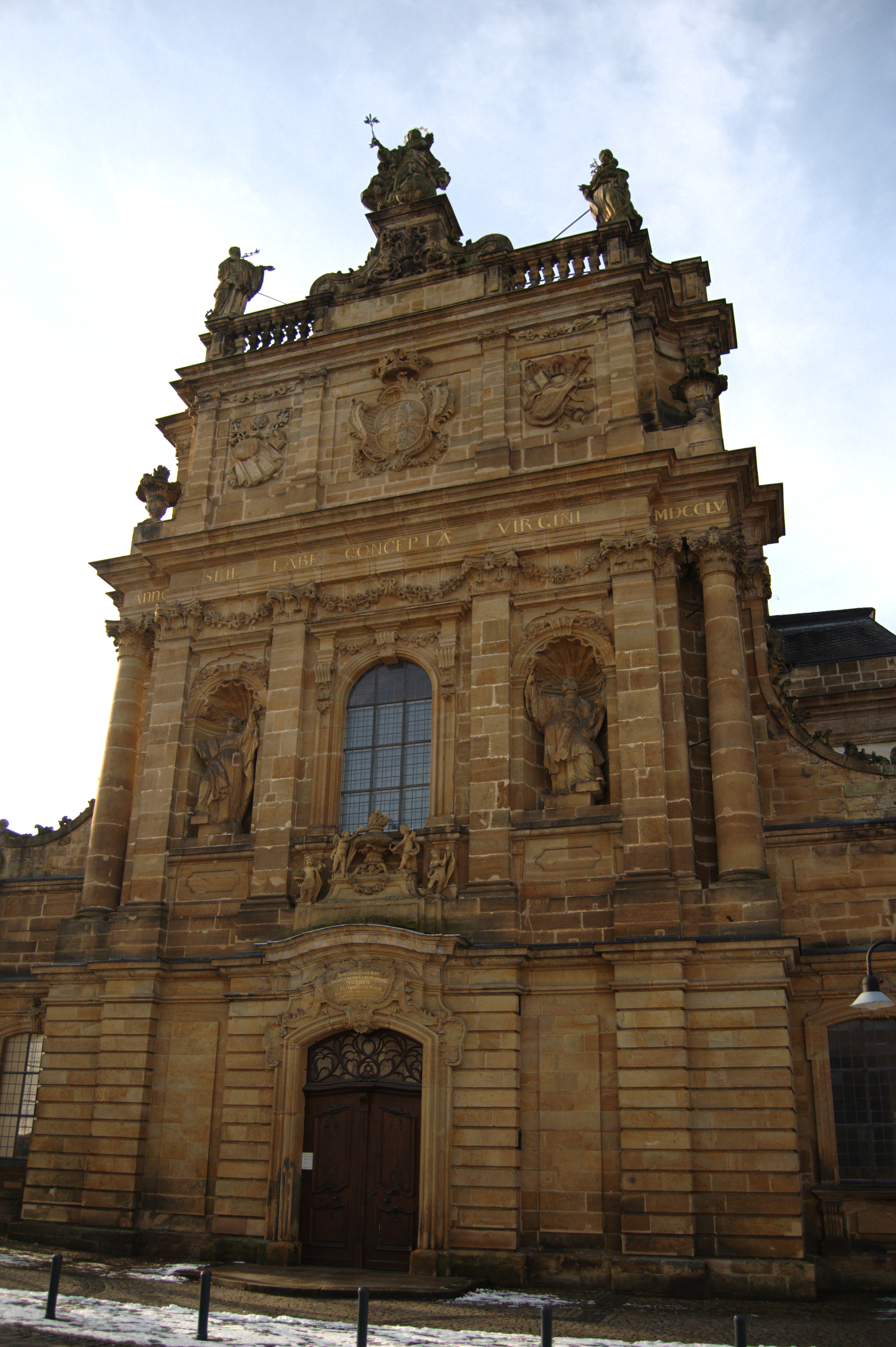
Ostfassade der Kirche

Die Ostfassade der Kirche ist in drei Geschosse gegliedert und wird von einer drei Meter hohen Statue der hl. Maria gekrönt, der die Kirche geweiht ist, wie auch die Inschrift im Fries verkündet: „SINE LABE CONCEPTAE VIRGINI ANNO MDCCLV“ (übersetzt „Der ohne Makel empfangenen Jungfrau geweiht im Jahre 1755“).
Der Unterbau ist in einfacher Rustikabauweise ausgeführt, die Mittelpartie springt um 1,57 m vor. Die Umrahmung des Hauptportals zwischen den mittleren Pilastern trägt in einer Kartusche die lateinische Inschrift:
(übersetzt: „Kirche der Gesellschaft Jesu zur größeren Ehre Gottes gestiftet von Moritz, Frei- und Edlen Herrn von Büren, Herrn zu Ringelstein, Vollbrexen und Geist, Reichskammergerichtspräsident, dann Priester der Gesellschaft Jesu“).
Der Oberbau ist doppelt so hoch wie der Unterbau und wird von Pilastern mit korinthischen Kapitellen in drei Felder unterteilt. Die Pilaster sind durch Festons (Fruchtgehänge) untereinander verbunden. Das mittlere Feld weist ein großes Rundbogenfenster auf, das linke Feld enthält in einer Nische die überlebensgroße Statue des hl. Ignatius von Loyola, des Gründers des Jesuitenordens, das rechte Feld die Statue des hl. Franz Xaver. Den Abschluss des Oberbaus bildet ein Gebälk mit Fries, auf dem sich die oben schon erwähnte Inschrift zur Weihung der Kirche befindet. Das Gesims verläuft um die ganze Kirche.
Anstelle eines Giebels schließt oberhalb eine Attika an den Oberbau an. Sie zeigt auf von den Pilastern unterteilten Feldern folgende Motive:
- Links: Gottesdienstliche Paramente für Segensandachten (Monstranz, Chormantel etc.)
- Mitte: Wappen der Stadt Büren mit Krone
- Rechts: Gottesdienstliche Paramente für die Messe (Kelch, Messgewand etc.)

Den Abschluss der Attika bildet wiederum ein Gebälk. Darauf befindet sich eine Balustrade mit drei Statuen: links die Statue des hl. Aloisius von Gonzaga, in der Mitte die Marienstatue und rechts die Statue des hl. Stanislaus Kostka.
An der nördlichen Front des Querschiffs fehlt der Putz auf dem Bruchsteinmauerwerk, hier ist der Ansatz des geplanten, aber nie gebauten Verbindungstraktes zum nebenan gelegenen Jesuitenkolleg erkennbar.
Im äußeren Erscheinungsbild spiegelt sich der Zentralbau wider, der Vierungsbau als zentrales Element erhebt sich über das Dach der Haupt- und Seitenschiffe. Das Zeltdach des Vierungsbaus trägt vier Erker, die das Licht über große Fenster in das Innere der Kuppel fallen lassen. Den Abschluss bildet eine welsche Haube, die einen Sternknauf trägt. Das Langhaus trägt ein einfaches Satteldach, das Querschiff ein Mansarddach. Die Seitenschiffe werden von einfachen Pultdächern abgeschlossen.

#### Ausmaße und Grundriss

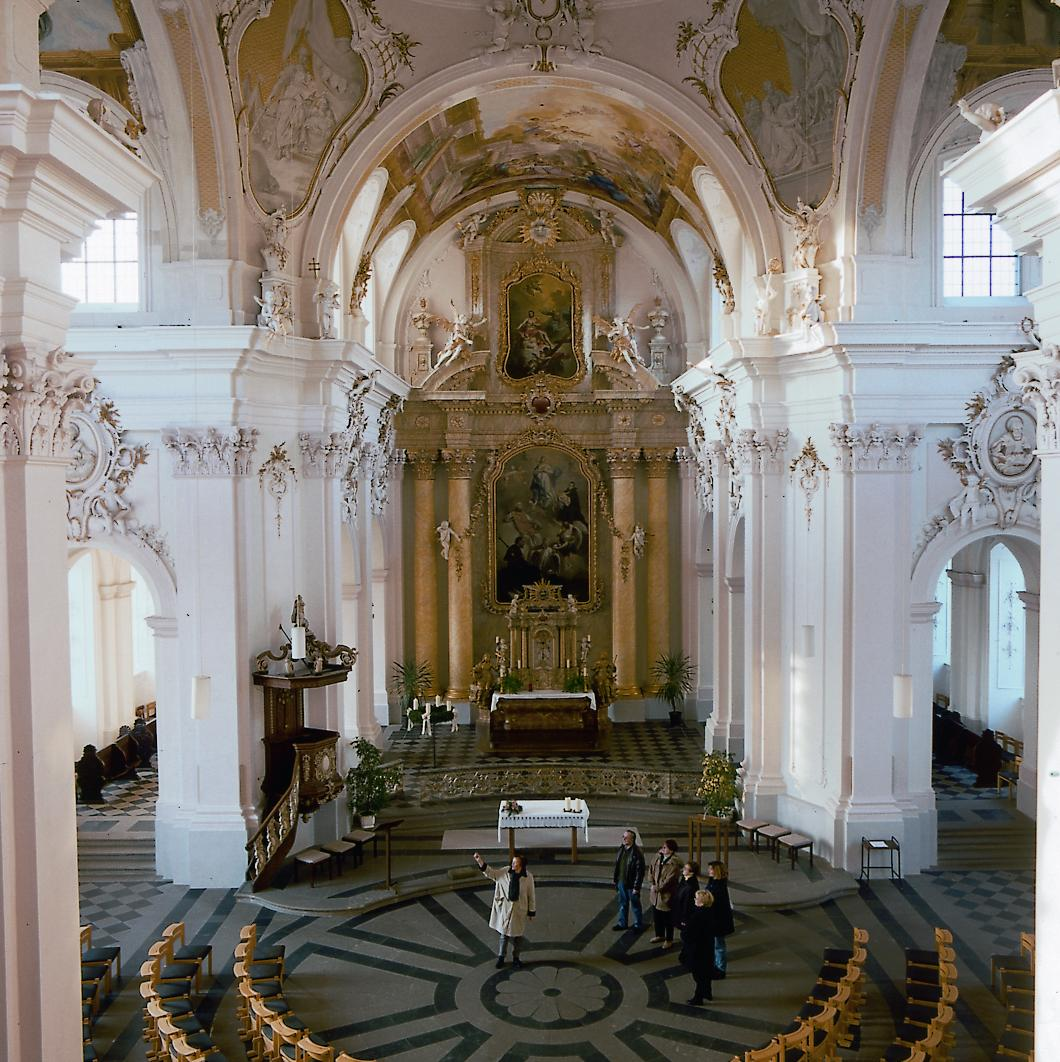
Innenansicht der Kirche von der Orgelbühne aus

Die dreischiffige Immaculata-Kirche ist ein Zentralbau, den Schwerpunkt bildet die Vierung unter der zentralen Kuppel. Die Längsarme sind jeweils zweijochig, die Querarme jeweils einjochig.
Die lichte Länge des Mittelschiffs beträgt 32,2 m, die lichte Breite im Querschiff 23,1 m. Die Gewölbehöhe im Haupt- und Querschiff beträgt jeweils 15,62 m, in den Seitenschiffen 7,0 m. Die Kuppel reicht bis in 24,7 m Höhe über der Vierung und ist leicht oval, in Längsrichtung misst sie etwa 11,0 m, in Querrichtung 11,5 m.
Die zentralen Pfeiler, auf denen die Kuppel ruht, haben Abmessungen von 4 m in der Breite und 3,25 m in der Tiefe. Die vier Pfeiler im Chor und Langhaus besitzen eine Breite von 1,8 m und eine Tiefe von 2,05 m. Die Pilaster an diesen Pfeilern besitzen korinthische Kapitelle und attische Basen. Die Pilaster, die die Eingangs- und Querbögen stützen, besitzen schlichte toskanische Kapitelle und einfache Basen aus Wulst, Plättchen und Anlauf.

### Innenraum und Ausstattung

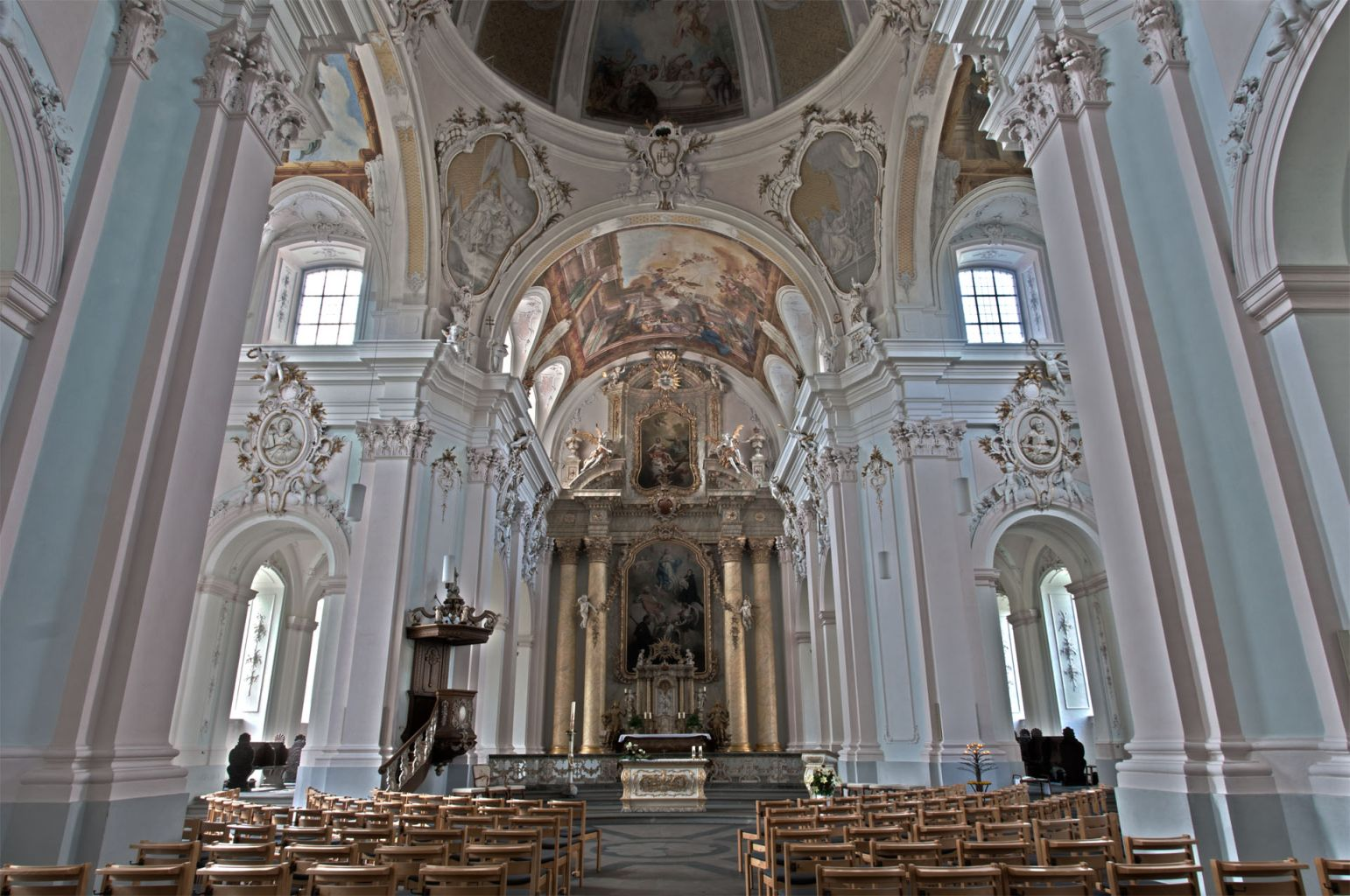
Innenansicht vom Hauptportal aus (HDR-Aufnahme)

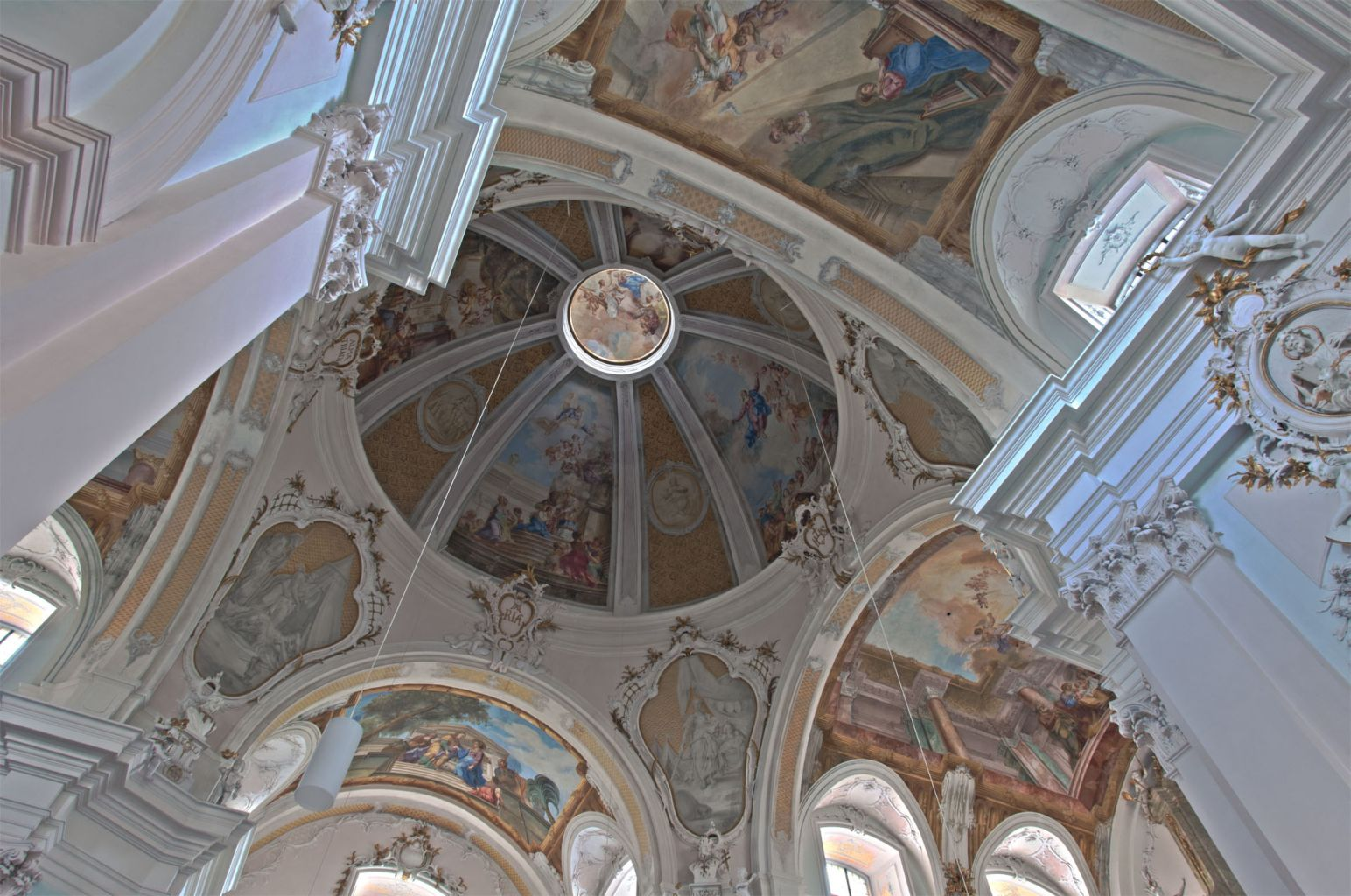
Deckenansicht (HDR-Aufnahme)

#### Deckenfresken
Die Deckenfresken von Joseph Gregor Winck innerhalb der Kirche stellen wichtige Momente im Leben der heiligen Maria dar. Diese sind wie folgt angeordnet:
Über dem Chor: Geburt Mariens, über dem Hauptschiff: Vermählung Mariens mit Josef, über dem nördlichen Seitenschiff: Mariä Verkündigung und über dem südlichen Seitenschiff: Heimsuchung (Maria trifft Elisabeth).
- In der Kuppel befinden sich vier Gemälde: Der Tempelgang, Darstellung Jesu im Tempel, Tod Mariens und Leibliche Aufnahme Mariens in den Himmel.

Zwischen den Gemälden befinden sich Grisailledarstellungen des Verses 6.9 des Hohelieds, der traditionell auf Maria bezogen wird (Wer ist diese, die dort hervortritt, der aufsteigenden Morgenröte gleich, schön wie der Mond, auserkoren wie die Sonne, furchtbar wie ein gewaltiges Heerlager?). Die Medaillons zeigen Maria von einer Sonne umgeben, auf der Mondsichel sitzend, in einem Stern und über einem Heerlager schwebend.
- In der Laterne wird die Krönung Mariens dargestellt.
- In den Kuppelpendentifs befinden sich Gemälde der alttestamentlichen Vorbilder Marias: Esther, Judith, Abigail und Jahel.

Alle Fresken sind in warmen, pastellenen Farbtönen gehalten und sind perspektivisch, wodurch der Eindruck entstehen soll, dass die Kirche nach oben geöffnet ist.
|  |  |

#### Hochaltar
Der Hochaltar besteht aus zwei Teilen: dem Altartisch und dem Hinterbau.
Der Altar besitzt eine sarkophagartige Mensa, die von zwei sitzenden Frauengestalten flankiert wird. Hinter dem Altartisch erhebt sich das Altarretabel, das von sechs kleinen Säulen eingerahmt wird. In der Mitte des Retabels befindet sich der Tabernakel. Der durchbrochene Aufsatz wird von zwei knienden Engelsfiguren gekrönt, neben den Säulen befinden sich zwei kerzentragende, stehende Engelsfiguren. Ursprünglich befand sich oben auf dem Abschluss noch eine Marienstatue, diese befindet sich nun auf dem Dach der Kanzel.
Der Hinterbau wird von vier freistehenden Säulen umrahmt, zwischen denen das umlaufende Gebälk nach vorne tritt. Zwischen den Säulen befindet sich ein Ölgemälde, das Maria inmitten der Heiligen des Jesuitenordens zeigt. Die Verbindung zwischen Bild und Säulen wird durch eine Blumengirlande geschaffen, die vom Bildrahmen ausgeht und von freischwebenden Engeln an den Säulen gehalten wird.

#### Weitere Ausstattung
In der Kirche befinden sich zwei Gemälde des Paderborner Malers Anton Joseph Stratmann: „Maria Immaculata mit den Jesuitenheiligen Ignatius von Loyola, Franz Xaver, Stanislaus Kostka und Aloisius von Gonzaga“ und „Die Hl. Trinität in Erwartung der zum Himmel auffahrenden Maria Immaculata“.
Die vier dreinischigen Beichtstühle in den Seitenflügeln wurden um 1775 von Johann Leonhard Falter angefertigt. Sie sind schlichte, ohne große Verzierungen gehaltene Rokoko-Stücke. Vier weitere, aufwendiger gestaltete Beichtstühle, die sich ursprünglich ebenfalls in der Kirche befanden, wurden Ende des 18. Jahrhunderts nach Brilon verkauft, wo sie in der St.-Nikolai-Kirche aufgestellt wurden.
Die Betschemel, die in den Seitenflügeln neben dem Chor stehen, befanden sich früher im Hauptraum der Kirche an den Pfeilern und sind daher nur auf einer Seite reichlich mit Schnitzereien, darunter die Wappen der Jesuiten und des Hauses Büren, verziert.
Seit der 250-Jahr-Feier im Sommer 2004 befinden sich ein neuer, in der Gestaltung an den Stil der Kirche angepasster Messaltar und ein neues, im gleichen Stil gehaltenes Lesungspult im Vorraum zum Chor. Zuvor standen dort nur zwei einfache Holzmöbel.
Die Kanzel des Paderborner Bildhauers Philipp Reichmann mit ihrer aus dem 18. Jahrhundert stammenden Marienfigur wurde 1916 aus einer anderen Kirche eingebaut und passt in ihrem Rokoko-Stil nicht ganz in den Raum. Die auf dem Schalldeckel aufgestellte Marienfigur aus dem späten 18. Jahrhundert wird Johann Leonhard Falter zugeschrieben.

#### Orgel und Orgelbühne

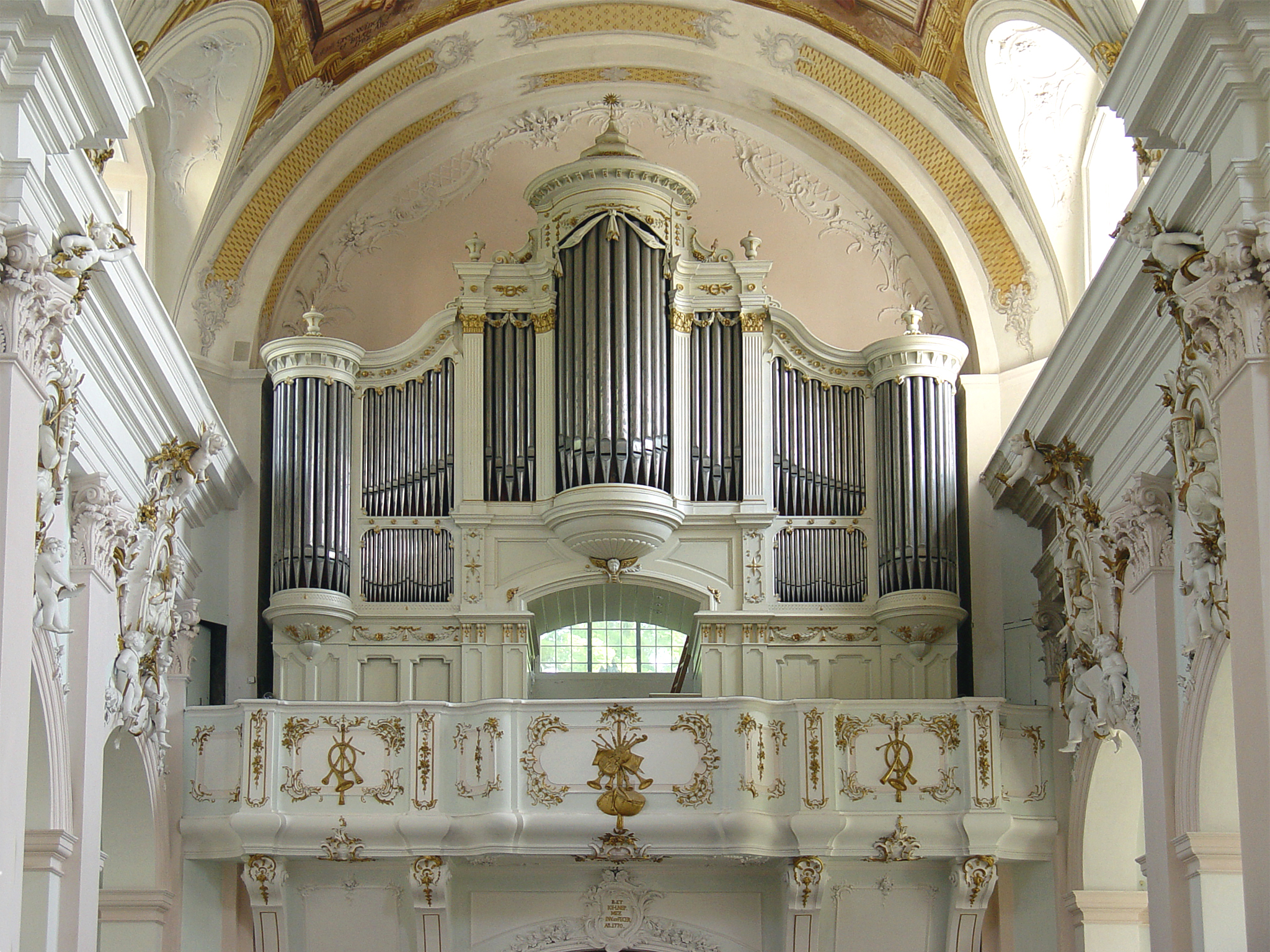
Orgel

Die Orgelbühne ruht auf vier weit ausladenden Konsolen und springt in der Mitte etwas vor. Die Bühne ist über eine Wendeltreppe in der Fassadenmauer zu erreichen. Die erste Orgel der Kirche wurde 1837/38 aus der Kirche des aufgehobenen Franziskanerklosters Geseke nach Büren gebracht. Sie war 1741/42 von Johann Patroclus Möller gebaut worden. Von 1884 bis 1886 wurde diese erste Orgel auf Betreiben des Direktors des Schullehrerseminars durch einen Neubau durch die Eggert Orgelbau-Anstalt ersetzt, diese passt sich aber in Gliederung und Aufbau sehr gut in die Kirche ein. Die Disposition der Orgel verteilt sich auf Hauptwerk, Positiv und Pedal:

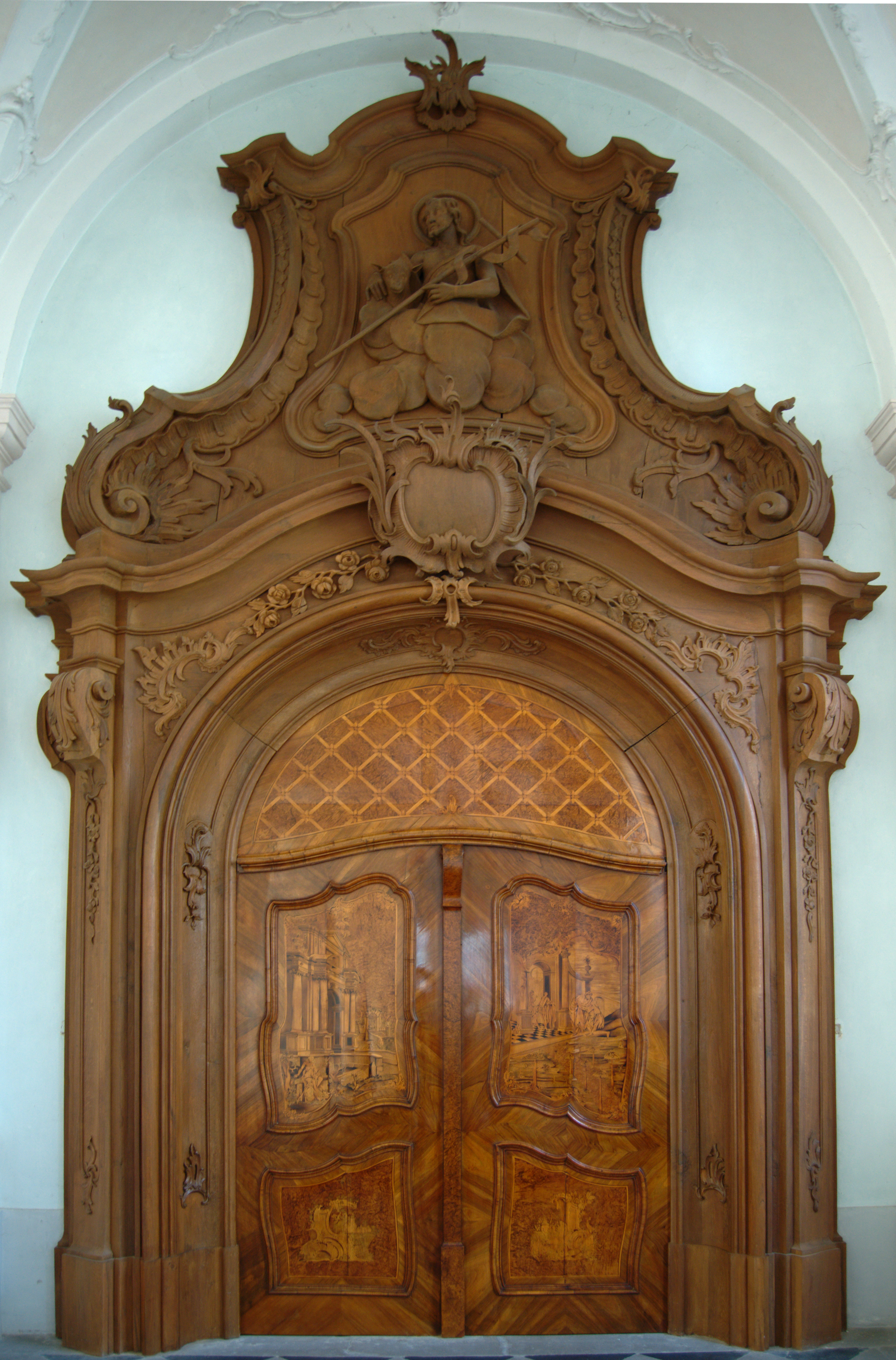
Holztür im nördlichen Seitenschiff

| I Hauptwerk |           |     |
| 1.          | Bordun    | 16′ |
| 2.          | Principal | 8′  |
| 3.          | Gedeckt   | 8′  |
| 4.          | Hohlflöte | 8′  |
| 5.          | Gambe     | 8′  |
| 6.          | Octav     | 4′  |
| 7.          | Rohrflöte | 4′  |
| 8.          | Octav     | 2′  |
| 9.          | Mixtur V  |     |
| 10.         | Trompete  | 8′  |

| II Positiv |                 |     |
| 11.        | Quintatön       | 16′ |
| 12.        | Geigenprincipal | 8′  |
| 13.        | Traversflöte    | 8′  |
| 14.        | Salicional      | 8′  |
| 15.        | Dolce           | 4′  |
| 16.        | Gemshorn        | 4′  |
| 17.        | Cornett V       |     |

| Pedal |         |        |
| 18.   | Subbass | 16′    |
| 19.   | Violon  | 16′    |
| 20.   | Gedeckt | 8′     |
| 21.   | Violon  | 8′     |
| 22.   | Quint   | 5 1⁄3′ |
| 23.   | Octav   | 4′     |
| 24.   | Posaune | 16′    |

#### Türen in den Seitenschiffen
Zur Sakristei hin befinden sich in den Kopfenden der Seitenschiffe zwei hölzerne, zweiflügelige Scheintüren, die sich besonders durch ihre filigranen und prächtigen Intarsienarbeiten auszeichnen. Sie zeigen Szenen aus der Bibel, die Tür im Nordflügel das Gleichnis vom verlorenen Sohn sowie eine Darstellung von Johannes dem Täufer. Die Tür im Südflügel zeigt zwei Darstellungen des Guten Hirten. Die Türrahmen stammen aus der Werkstatt von Johann Leonhard Falter, die Intarsienarbeiten werden dem Geseker Schreinermeister Christoph Vollmer zugeschrieben. Die Beziehung der Darstellungen auf die Bußsakramente lässt auch vermuten, dass sie ursprünglich als Eingangstüren zu einer Bußkapelle geplant waren, die sich anstelle der Sakristei befinden sollte.

## Nutzung
Die Kirche wurde nie in ihrem ursprünglichen Sinne als Kollegskirche genutzt, da der Jesuitenorden noch vor der Fertigstellung der Kirche aufgelöst wurde. Stattdessen bezog die katholische Pfarrgemeinde Sankt Nikolaus der Stadt Büren die Kirche in das Gemeindeleben mit ein und nutzte sie neben der Pfarrkirche Sankt Nikolaus als Ort für Gottesdienste. Auch wurden und werden dort die Schulgottesdienste der im ehemaligen Kolleg untergebrachten Bildungseinrichtungen (Lehrerkolleg, Aufbauschule, Mauritius-Gymnasium) abgehalten.
Häufig wird die Kirche auch für Hochzeiten und Konzerte genutzt und ist eine der wichtigsten touristischen Sehenswürdigkeiten der Stadt Büren.

## DVD
- „Moritz von Büren – Sein Leben und sein Werk“ und „Der Himmel von Büren“. 2 Video-DVDs der Dia-Vorträge von Bruno Bange. Eine DVD-Video-Dokumentation von Werner Niggemann und Rolf Kühr (Tonbearbeitung) im Auftrag des Heimatverein Büren e. V., Büren 2004.